# Sonatine bureaucratique
La Sonatine bureaucratique è una composizione per pianoforte scritta da Erik Satie nel 1917.
Nel 1917 Satie, nel pieno della polemica sorta dopo la prima esecuzione del suo balletto Parade, per alleggerire l'atmosfera di ostilità nei suoi riguardi che ne era derivata, si divertì a comporre un breve brano per pianoforte, la Sonatine bureaucratique. La ristretta cerchia di sostenitori e amici del musicista si aspettavano proprio una composizione di questo tipo, e Satie non si smentì nel realizzare un brano ironico e dissacratorio. Dopo aver scritto la musica di Parade, caratterizzata da aspetti surreali e provocatori, il musicista decise di ritornare al "classico", ma lo fece a modo suo.
Nella composizione Satie ha preso di mira Muzio Clementi e la sua Sonatina op. 36 n. 1, uno dei più facili e inflazionati cavalli di battaglia affrontato dai pianisti alle prime armi, facendone un'arguta caricatura. La Sonatine è l'unico esemplare di parodia di stampo formale che possiamo trovare nella produzione musicale di Satie. Avendo preso come bersaglio un autore classico, il musicista revisionò anche il suo modo di scrivere, reintroducendo le linee di separazione fra le battute, dividendo la composizione in tre movimenti e segnando le indicazioni agogiche tradizionali (o quasi), elementi che aveva usato solo occasionalmente in alcune composizioni, come in Enfantines del 1913.
La Sonatine fu eseguita per la prima volta il 1º dicembre 1917 alla Salle Huyghens di Parigi dalla giovane pianista Juliette Méerovitch a cui il brano è dedicato. Alunna di Satie, la Méerovitch fu una strenua sostenitrice del maestro e della musica contemporanea francese che eseguì spesso, tanto che Jean Cocteau la definì "la domatrice del pianoforte".
Questa reinterpretazione di Satie di un autore del XVIII secolo ha fatto sì che si vedesse nel musicista un antesignano del Neoclassicismo e per questo lo si è messo a confronto con Stravinskij. Tutti e due i musicisti hanno voluto usare l'espediente della citazione quasi fosse una frecciata a un gusto ormai ufficializzato; ma se è pur vero che i due compositori sono accomunati dall'aver lavorato su due autori settecenteschi, Clementi l'uno, Pergolesi l'altro, bisogna dire che in Satie la Sonatine rimane un episodio caricaturale, mentre per Stravinskij con Pulcinella prese l'avvio un intero periodo compositivo che annoverò molte opere.

## Struttura e testo
La Sonatine è divisa in tre brevi movimenti:
- Allegro
- Andante
- Vivache (stravaganza di Satie che invece di scrivere Vivace introduce nel termine "vache" ovvero "mucca")

Il breve brano descrive umoristicamente la giornata di un "travet" sia musicalmente sia con un testo, scritto dallo stesso Satie, posto sopra il pentagramma. 
il va gaiement à son bureau en se "gavillant"

content il hoche la tête

Il aime une jolie dame très élegante

il aime aussi son porte-plume, ses manches en lustrine verte et sa calotte chinoise.

Il faut des grands enjambées; precipite dans l'escalier qu'il monte sur son dos.

Quel coup de vent!

Assis dans son fauteuil il est heureux et le fait voir.

Il réflechit à son avancement

Peut-être aura-t-il de l'augmentation

sans avoir besoin d'avancer.

Il compte de ménager au prochain terme

Il a un apartement en vue

Pourvu qu'il avance ou augmente!

Nouveau songe sur l'avancement.

Il chantonne un vieil air péruvien

qu'il a recueilli en Basse Bretagne chez un sourd-muet.

Un piano voisin joue du Clementi.

Combien cela est triste. il ose valser! (Lui, pas le piano)

Tout cela est bien triste. Le piano reprend son travail.

Notre ami s'interroge avec bienveillance.

L'air froid péruvien lui remonte à la tête.

Le piano continue.

Hélas! il faut quitter son bureau, son bon bureau.

Du courage! partons dit-il.»

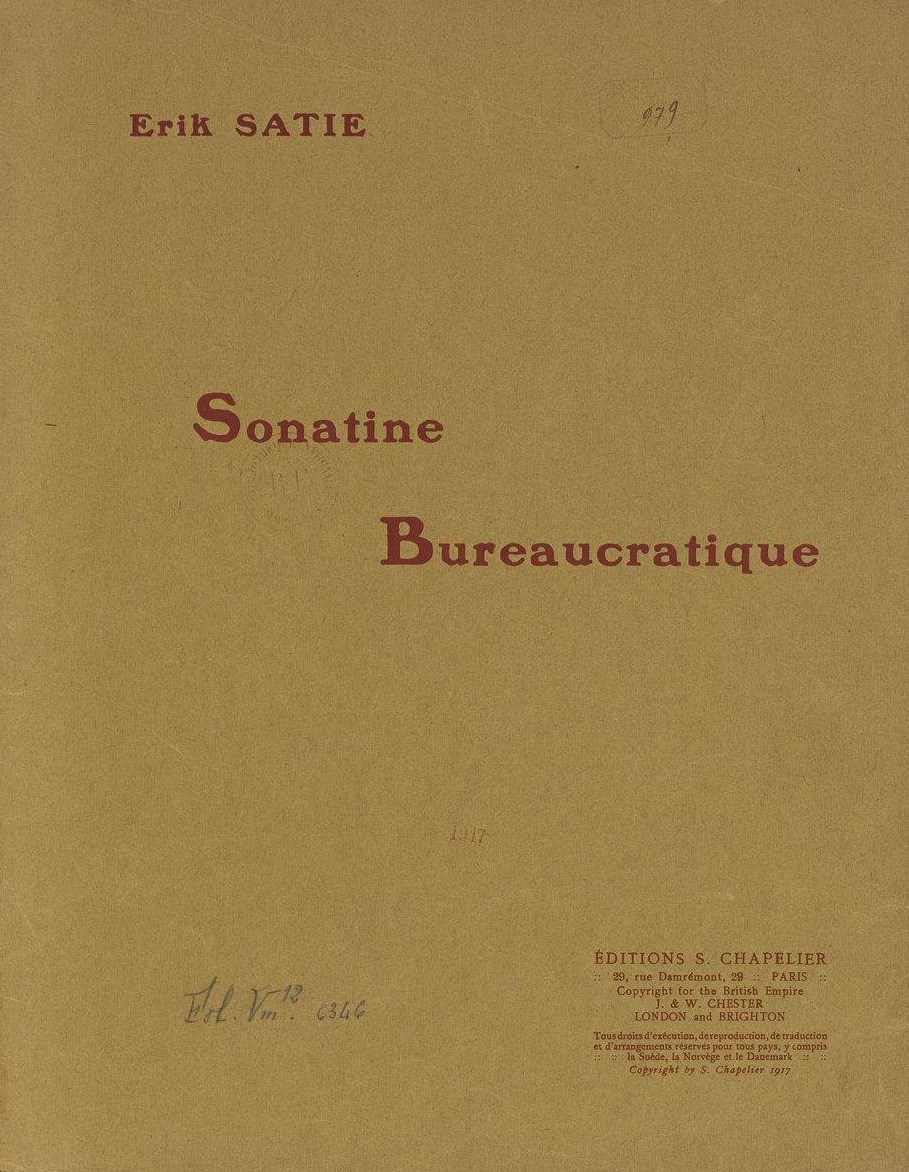
Copertina della prima edizione del 1917

va allegramente al suo ufficio tutto tronfio

contento annuisce con la testa

Egli ama una graziosa signora molto elegante

ama anche il suo portapenne, le sue maniche verde lucido e il suo berretto cinese.

Fa dei lunghi passi e si precipita su per le scale che egli sale sulla schiena.

Che folata di vento!

Seduto sulla sua poltrona è felice e lo fa vedere.

Riflette sulla sua promozione.

Forse avrà un aumento senza aver bisogno di essere promosso.

Intende risparmiare alla prossima scadenza

Ha messo gli occhi su un appartamento

purché egli sia promosso o abbia l'aumento

Di nuovo sogna sulla promozione.

Egli canticchia una vecchia aria peruviana che ha trovato nella Bassa Bretagna da un sordomuto

Un pianoforte vicino suona musica di Clementi

Come è triste! Egli osa danzare un valzer (lui, non il piano)

Tutto questo è molto triste. Il pianoforte riprende a suonare.

Il nostro amico si interroga con benevolenza.

L'aria fredda peruviana gli ritorna in mente.

Il pianoforte continua.

Ahimé! egli deve lasciare l'ufficio, il suo bell'ufficio

Coraggio: partiamo, dice.»